# Bătălia de la Pima Butte
Bătălia de la Pima Butte (sau Bătălia de la izvoarele Maricopa) a avut loc pe 1 septembrie 1857 la Pima Butte, Arizona lângă Maricopa Wells în Sierra Estrella. Triburile Yuma, Mohave, Apași și Yavapai au atacat satul Secate al tribului Maricopa într-unul din cele mai mari conflicte din istoria Arizonei. Bătălia a fost ultimul mare conflict al indienilor Yuma și ultimul conflict major desfășurat doar între ameridienii din America de Nord.

## Desfășurarea conflictului
Înainte de 1857, triburile Yumas și Maricopa au fost în conflict timp de sute de ani. Deseori cele două triburi își adunau luptătorii pe culmea muntelui Berdache unde după un schimb de replici acide începeau luptele. Căpetenia tribului Yuma, Francisco, a condus o armată formată din cel puțin 300 de indivizi spre teritoriile din vecinătatea satului Secate pe 31 august 1857. Francisco a inițiat atacul în următoarea dimineață, capturând și incendiind satul tribului Maricopa. Obosiți și înfometați după o călătorie de 8 zile în care au parcurs 257km, indienii Yuma și aliații acestora au decis să rămână în satul recent incendiat și să mânânce hrana indienilor Maricopa. Decizia căpeteniei Francisco se va dovedi într-un final fatală.
Atacați de către tribul Yuma, supraviețuitorii s-au adăpostit în Pima Butte, aflat la sud de satul tribului Maricopa. Indienii din acest sat - alături de cei din satele vecine - au inițiat un atac împotriva forțelor lui Francisco, însă înainte sosirea triburilor Pima și Maricopa, toți indienii Apași, Yavapai și majoritatea indienilor Mohave, aliați ai tribului Yuma, au părăsit câmpul de bătălie, moment în care indienii căpeteniei Francisco au fost depășiți numeric. Forțele Maricopa și Pima i-au înconjurat pe aceștia înainte de a-i anihila. O mare parte din aceștia au fost uciși, inclusiv căpetenia. În jur de 11 septembrie, voiajorul John B. Hilton a vizitat câmpul de luptă unde a observat nouăzeci de cadavre adunate într-un singur loc.